# トラヴュランス
トラヴュランス (TRABULANCE) は、株式会社シーディーブロスのアダルトゲームブランド。純粋な人気では事実上の親ブランドディーオーをも凌ぐと言われている。

## 作風
1998年12月に『はるあきふゆにないじかん』でデビュー。2作めの『魔女っ娘シルク』以降「実はもてもての主人公が、多数の女の子に言い寄られる」、曰く「らぶらぶ和姦ハーレム」の作品を作り続けている。主人公が女性キャラクターに嫌われる（ないし、殺される）という展開はブランド全作品通じてもほぼなく、また悲劇性のあるシナリオは極めて少ない。あくまでライトで「らぶらぶ」かつ「和姦」にこだわるメーカー。
2001年3月発売の『看護しちゃうぞ』では、それまでありそうでなかった「ハーレムルート」が初めて作られた。それまでの作品では、主人公は複数の女性キャラクターに言い寄られてはいたが、エンディングではその中のひとりを選ぶというシステムになっていた。しかし、登場する攻略対象キャラクター全員のエンディングを見れば、追加シナリオとして全員と関係を持つエンディングが発生するルートに入れるようになった。中には『尽くしてあげちゃう3』（2001年12月発売）のようなゲーム全編がハーレムルートという作品もあるが、その場合でも女性キャラクターは一言半句の文句も言わない辺りが「らぶらぶ和姦ハーレム」たる所以。

## キャラクター
ほぼ全ての作品が同じ世界で展開されているのが、このブランド最大の特徴で、ある作品に登場したキャラクターが、若返ったり成長したりして他の作品に登場する、というキャラクターの使いまわしが行われている。そのため登場キャラクターの年代で、作品間の時間関係を察することができるようになっていた。ただし、イベントでトラビュランス社プロデューサーさばみそ亭は「（作品間の時間関係には）こだわっていない」と発言している。

## 代表作
ゲーム内容についてはあえて触れないものとする。

### 「尽くしてあげちゃう」シリーズ
現在第5作まで発売。2001年4月には、同タイトル1作と2作に（2発売当時にはまだやっていなかったハーレムルートの）おまけシナリオを収録した「みんなで尽くしてあげちゃう」を発売。メディアをDVDにして（それまではCD-ROM）、過去作品数作を抱きあわせ販売するその方針は、「看板に偽りあり」事件と並んでユーザからの非難を浴びた。また、第2作でトラビュランスのマスコットキャラ（自称）の君島紀香が現在の形に納まった。なお、最新作『尽くしてあげちゃう5』ではハーレムルートが復活している。

### 「看護しちゃうぞ」シリーズ
現在第3作まで発売。「タイトルに問題がありそうな気がする」と君島紀香が言ったシリーズ。2作目は「女子寮は萌えているか」というサブタイトルがついていた。

### 「教えてあげちゃう」シリーズ
現在第2作まで発売。1作目は「何も教えてもらってない！」。2作目は女性キャラクター4名全員が人妻・未亡人・バツいち、経産婦の未亡人という顔ぶれだった。

### 「いっしょ」シリーズ
現在第3作まで発売。基本的には抱きあわせ販売の追加シナリオで、攻略対象となる女性キャラクターはひとりだけ。人数の幅ではなく、個人との奥行きを楽しむシリーズ。

### 「ふくらみかけ」シリーズ
現在3作まで発売（ただし、タイトルは発売順に『ふくらみかけ』『ふくらみかけりたーんず』『ふくらみかけ2』）。他タイトルとはうって変わって、貧乳と妹キャラに重点を置いたシリーズ。『ふくらみかけ2』では、『ふくらみかけりたーんず』に登場したキャラクターを、全員巨乳にして再登場させた。続編が発売されたタイトルでは唯一、原画が清水直隆ではないシリーズ。

### 「ぷるるん」シリーズ
すめらぎ琥珀が原画を担当した作品であり、2作まで発売されている。タイトルどおりの巨乳キャラに重点を置いた作品になっている。原画がコラムで最終回を発表している。

## 現在の状況
『尽くしてあげちゃう5』以降、かなり長い期間新作が発売されていないことと、看板原画家の志水直隆（現：志水なおたか）が他社にてソフトを発表しているため、事実上の活動休止状態である（ダウンロードコンテンツ発売は継続されている）。